# Itaúnas

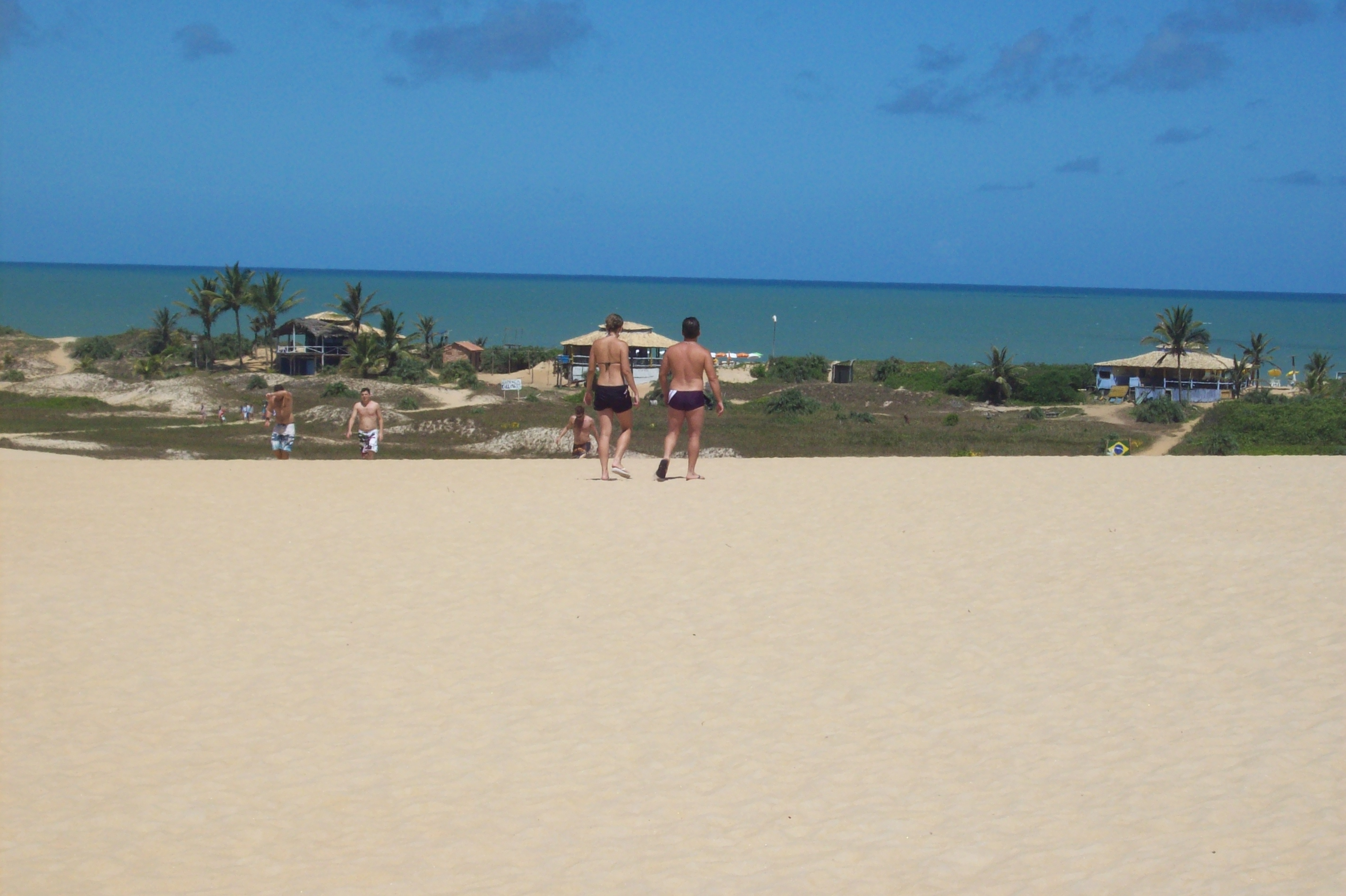
Praia de Itaúnas vista de cima das dunas

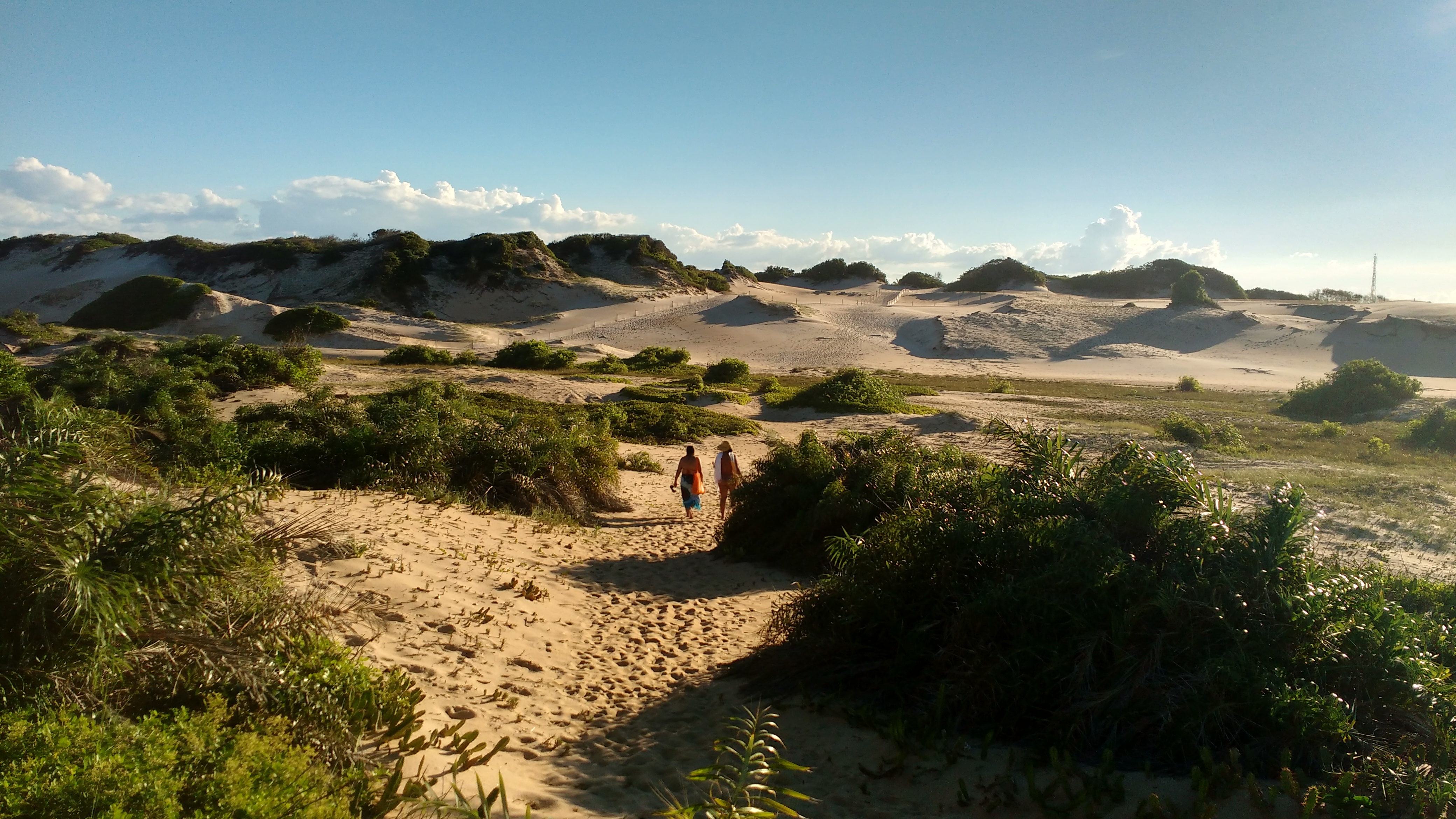
Dunas de Itaúnas ES, vista da vila soterrada.

Itaúnas é um distrito do município de Conceição da Barra, no Espírito Santo . O nome Itaúnas é um topônimo de origem tupi que significa "pedra negra", através da junção dos termos itá = pedra e un = negro . O nome lhe foi atribuído em alusão às pedras negras do fundo do Rio Itaúnas, que margeavam a antiga vila.
Sua sede é uma pequena vila turística, muito famosa por suas praias, pela paisagem marcante das Dunas de Itaúnas e pela tradição do forró pé-de-serra.

## História
A Vila de Itaúnas surgiu por volta do século XVIII com a vinda de colonos portugueses (vindas casionadas pelo aumento na exploração de minérios que se expandia para o que conhecemos hoje como estado de Minas Gerais)  que, nesse século, passariam a expandir as áreas de colonização no Brasil.
Naquele tempo, o povo que se assentava na Vila de Itaúnas, criava porcos em quantidade e, para alimentá-los, a mandioca era o alimento principal, que por sua vez, era matéria-prima da farinha saborosa, tão apreciada pelos baianos e por todos os que possuem paladar mais rústico, ao mesmo tempo apurado. Costume indígena, lidar com a mandioca para esse povo era comum, pois em seu passado genético, corre nas veias o sangue dos índios que brotaram da nossa terra Brasil e dos negros sofridos que pra cá foram trazidos.
Auxiliando o comércio dessa vila, tinha também a pitoresca passagem da madeira, que amarrada umas as outras, em balsas de até 300m, escorregavam pelo rio afora, desde o Império em Pedro Canário, guiadas pelos balseiros até chegar ao Paiol em Conceição da Barra.
Madeira essa que sabem muitos, fruto do desmatamento indiscriminado que assolava o norte do Espírito Santo. Para muitos, fontes de riqueza rápida, para outros que agora vivem lá, fonte de miséria e sofrimento derivado da seca, causada pelas chuvas escassas e mal distribuídas ao longo do ano.
Entre esses encontravam-se os irmãos Reuter que por desconhecimento das consequências, tinham na madeira a única fonte de renda. Através deles pode-se confirmar e acrescentar dados a essa história, tentando entender como tudo acontecera.
A madeira de primeira vinha em caminhões, as outras, menos nobres pra época, desciam rio abaixo, barateando o custo do transporte. Parte da madeira ia para o Rio através de navio, outra parte era comprada pela família Donato, proprietária da CIMBARRA.
Assim, a riqueza da mata gerou o desmatamento, mas também o (pouco) desenvolvimento da região. Tudo isso confirmado por arquivo da família e depoimentos colhidos.
Há muitos anos, a vila possuía uma pequena faixa de mata que a separava do mar. Era essa vegetação que segurava o avanço do lençol de areia, que se movimenta constantemente com a ação do vento Noroeste, muito comum no norte do Espírito Santo. Com a derrubada dessa faixa de mata, entre as décadas de 1950 e 1970, a areia avançou sobre a antiga vila, soterrando-a. Hoje restam apenas algumas ruínas, que podem ser observadas de tempos em tempos, quando a areia as descobre.
Enquanto a vila era encoberta pela ação da natureza, a prefeitura de Conceição da Barra adquiriu terras do outro lado do rio, pertencentes a Teófilo Cabral da Silva. Ali, foi erguida a nova vila, que lá se encontra até hoje.
A Vila de Itaúnas é um local extremamente bucólico, com ruas de barro e casas simples, mas muito conservadas. Há iluminação pública e água tratada e encanada. O povo é hospitaleiro e receptivo, sendo bastante comum se deparar com "nativos" ensinando passos de forró a turistas de todo o mundo, especialmente na alta temporada (partes de dezembro e fevereiro, e os meses de janeiro e julho).

## Turismo

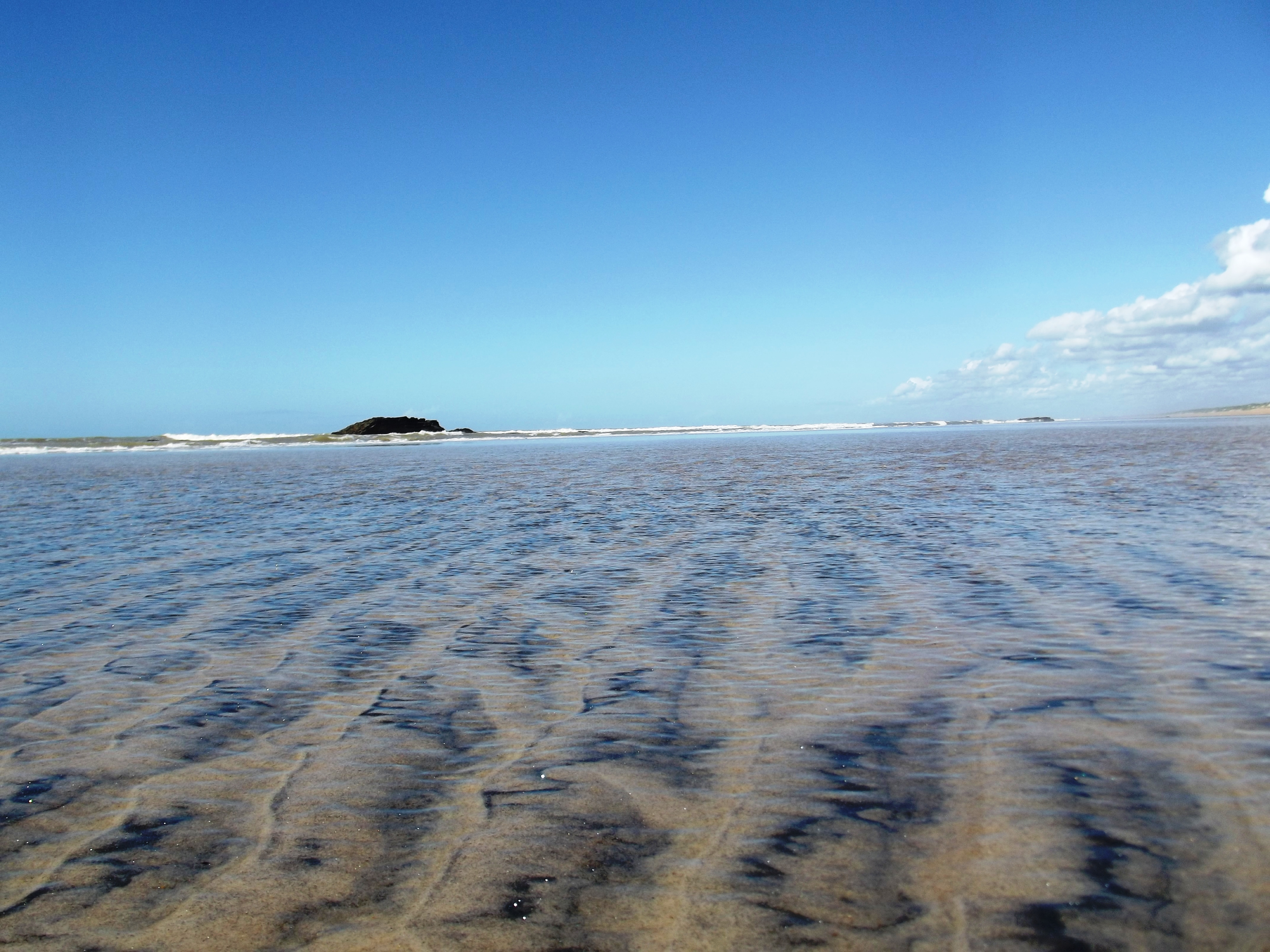
Praia de Itaúnas

Com a formação das dunas, na década de 70, Itaúnas ganhou um grande atrativo turístico, e aos poucos alguns aventureiros começaram a visitar o local, ainda muito pobre e pouco conhecido.
Em 1984 um visionário construiu a primeira pousada da vila, sob o nome de Pousada Dunas, permitindo que aos poucos o turismo na região se desenvolvesse, para a partir da década de 90 dezenas de outras pousadas e áreas de camping surgissem na vila, que se tornou um do locais mais visitados do Brasil.[carece de fontes?] A partir de 2004 ficou proibida a construção de novas pousadas e hotéis em Itaúnas, para evitar a descaracterização da vila, mas as inúmeras áreas de hospedagem lá existentes comportam a verdadeira massa que para lá se desloca no verão e, principalmente, no mês de Julho.
Itaúnas se localiza a 23 km de distância da cidade mais próxima, Conceição da Barra, e a 60km de distância da maior cidade mais próxima (São Mateus). O acesso se dá obrigatoriamente por uma estrada de barro, que parte dos kms 8 e 18 da Rodovia Estadual ES-421, rodovia esta que liga a BR-101 à cidade de Conceição da Barra. Apesar de o acesso a Itaúnas se dar por estrada de barro, em meio a plantações de eucalipto, o estado de conservação da pista é excelente e pode-se facilmente desenvolver velocidades razoáveis com segurança. Uma vez na pista, o trajeto dura em torno de 30 minutos.
Apesar de originariamente constituir uma vila de pescadores e se situar encravada em meio a um Parque Estadual de Preservação Ambiental, a Vila oferece toda a infraestrutura necessária, dispondo de energia elétrica (127 volts) e água tratada e encanada em todos os estabelecimentos residenciais e comerciais lá existentes, assim como nas áreas reservadas e próprias para camping.
Seu aspecto bucólico lembra as vilas de Regência, no norte do Espírito Santo, e de Cumuruxatiba, Itacaré e Caraíva, estas na Bahia.
O lugar é bastante frequentado por turistas o ano todo, mas seus períodos de pico são o verão (a partir de 26 de dezembro) e o mês de Julho.

## Festival Nacional de Forró de Itaúnas
Itaúnas é famosa pelas dunas e pela dança, que faz parte da cultura local.[carece de fontes?] Anualmente Itaúnas recebe a visita de dezenas de milhares de forrozeiros de todas as regiões do país, que se deslocam até a vila para desfrutar do autêntico forró pé-de-serra, que por lá toca o ano inteiro. Anualmente, no mês de Julho, é realizado o "Festival Nacional de Forró de Itaúnas". Por ocasião do festival, é realizado um circuito onde bandas de todo o Brasil competem, sendo eleitas as melhores por um júri especializado. O público torce bastante por suas bandas preferidas e faz um espetáculo à parte durante as apresentações, tornando o evento ainda mais interessante. Nessa época, Itaúnas é invadida por milhares de pessoas de todo o Brasil e do mundo, que se hospedam nas diversas pousadas, áreas de campings e residências existentes no local.
O Festival é o maior do mundo[carece de fontes?] e, no ano de 2011 reuniu mais de 30.000 pessoas em apenas uma noite (sábado, dia 23), as quais se espalharam pelos diversos pontos de forró distribuídos pela pequena vila, como o Buraco do Tatu, Crepe Samba Kone e Bar do Fórró, apenas para citar os mais conhecidos. Ao todo, mais de 50 000 pessoas frequentaram o Festival de Forró de 2011, durante as duas semanas de sua duração.[carece de fontes?]

## Verão em Itaúnas

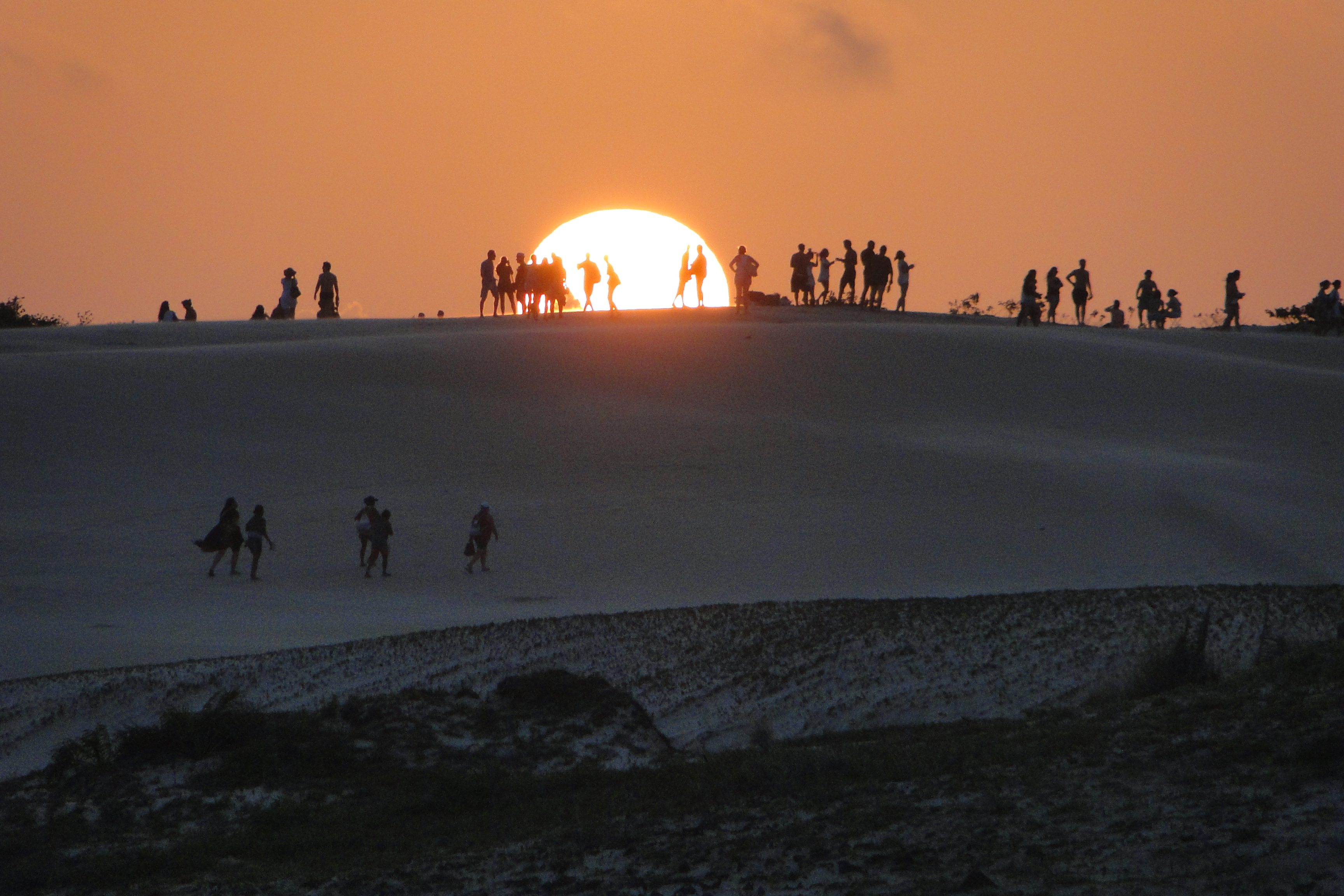
Turistas sobre as dunas

No verão, um fenômeno semelhante ocorre. A partir de dezembro de cada ano, milhares de pessoas frequentam e se hospedam na vila.
O Ano Novo em Itaúnas é bastante concorrido, com uma verdadeira peregrinação de turistas e nativos seguindo para o alto das dunas para festejar, bebendo e estourando fogos de artifícios, sendo possível vislumbrar o céu límpido e repleto de estrelas do norte do Espírito Santo. A observação do céu é facilitada pelo fato de as dunas serem ligeiramente isoladas da vila e conservarem seu estado nativo, sem qualquer trilha feita pelo homem e qualquer espécie de iluminação que não a proveniente do brilho da lua e das estrelas.
A praia de Itaúnas é um atrativo à parte pois, além de ser necessário atravessar as imensas dunas para se chegar a ela, possui águas límpidas e mornas. Para aqueles que não apreciam praia, é possível banhar-se e divertir-se nas águas claras e limpas do rio Itaúnas, que corta o vilarejo antes de desaguar no oceano ali em frente.
Na praia, existem grandes quiosques, dotados de infraestrutura para oferecer conforto e alimentação aos frequentadores.
Além das dunas e do forró, uma curiosa atração turística da Vila é um tronco oco de uma gigantesca árvore, caído em plena praça principal, em frente à Igreja, o qual, devido ao seu tamanho (mais de 15 metros de comprimento e mais de um metro de diâmetro interno), pode ser atravessado de um lado ao outro, como se fosse um túnel.
Uma vez em Itaúnas, se torna obrigatória a visita à "Casa Poema", da atriz, poetisa e escritora Elisa Lucinda. A casa é instituição sócio-educativa que capacita vários profissionais através da poesia falada, desenvolvendo-os em sua capacidade de expressão e na sua formação cidadã. A atriz, em parceria com a Organização Internacional do Trabalho, tem desenvolvido o projeto "Palavra de Polícia, Outras Armas", onde ensina poesia falada a esses profissionais de segurança, alinhando-os aos princípios dos direitos humanos, removendo e transformando antigos modos operacionais em relação ao gênero e a raça.
Outra característica de Itaúnas é o contraste arquitetônico, pois é possível se deparar com casas antigas, de sapê e pau-a-pique, em meio a casas edificadas recentemente, com arquitetura contemporânea, além de pousadas com aspecto rústico.

## Geografia

### Localização
Itaúnas se localiza a 260 quilômetros de Vitória, ao norte do Espírito Santo. O acesso se dá pela BR-101 ao norte, partindo de Vitória, de onde seguem ônibus diários e regulares para Conceição da Barra, cidade mais próxima, ou São Mateus, cidade localizada a 55 km de distância. De Conceição da Barra e São Mateus partem ônibus regulares para Itaúnas.

### Praias de Itaúnas

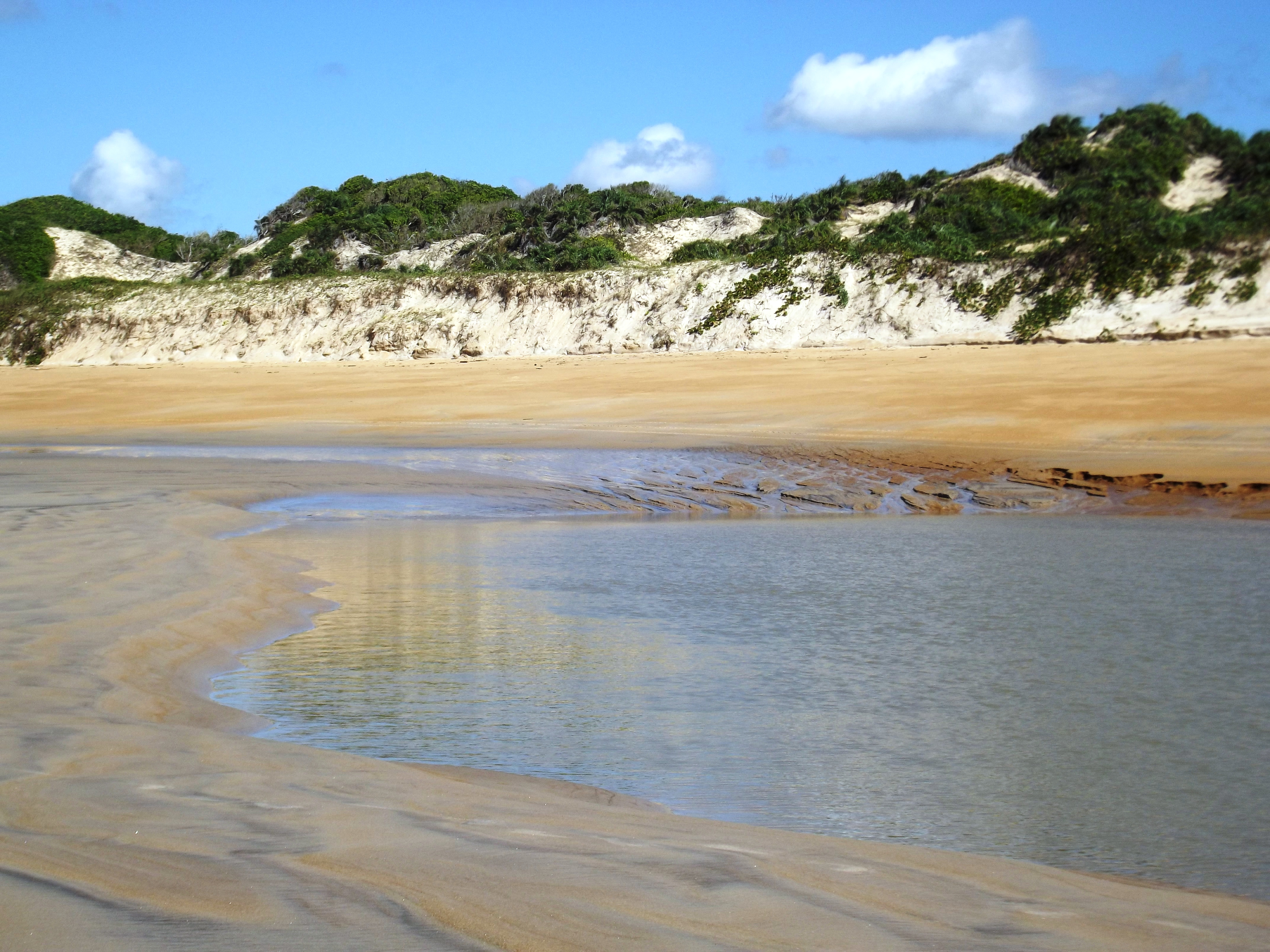
Praia de Itaúnas

A praia de Itaúnas estende-se por 25 km, iniciando-se na foz natural do Rio Itaúnas ( ao sul) e seguindo rumo norte até o Riacho Doce, curso d'água que separa as regiões Sudeste e Nordeste do Brasil, entre os estados do Espírito Santo e Bahia. Toda a faixa litorânea, incluindo praia, mangue, restinga, dunas e áreas de mosaico está dentro do Parque Estadual de Itaúnas, uma Unidade de Conservação de uso indireto criada em 1991. Três quilômetros de praia estão reservados ao uso público.

### Dunas

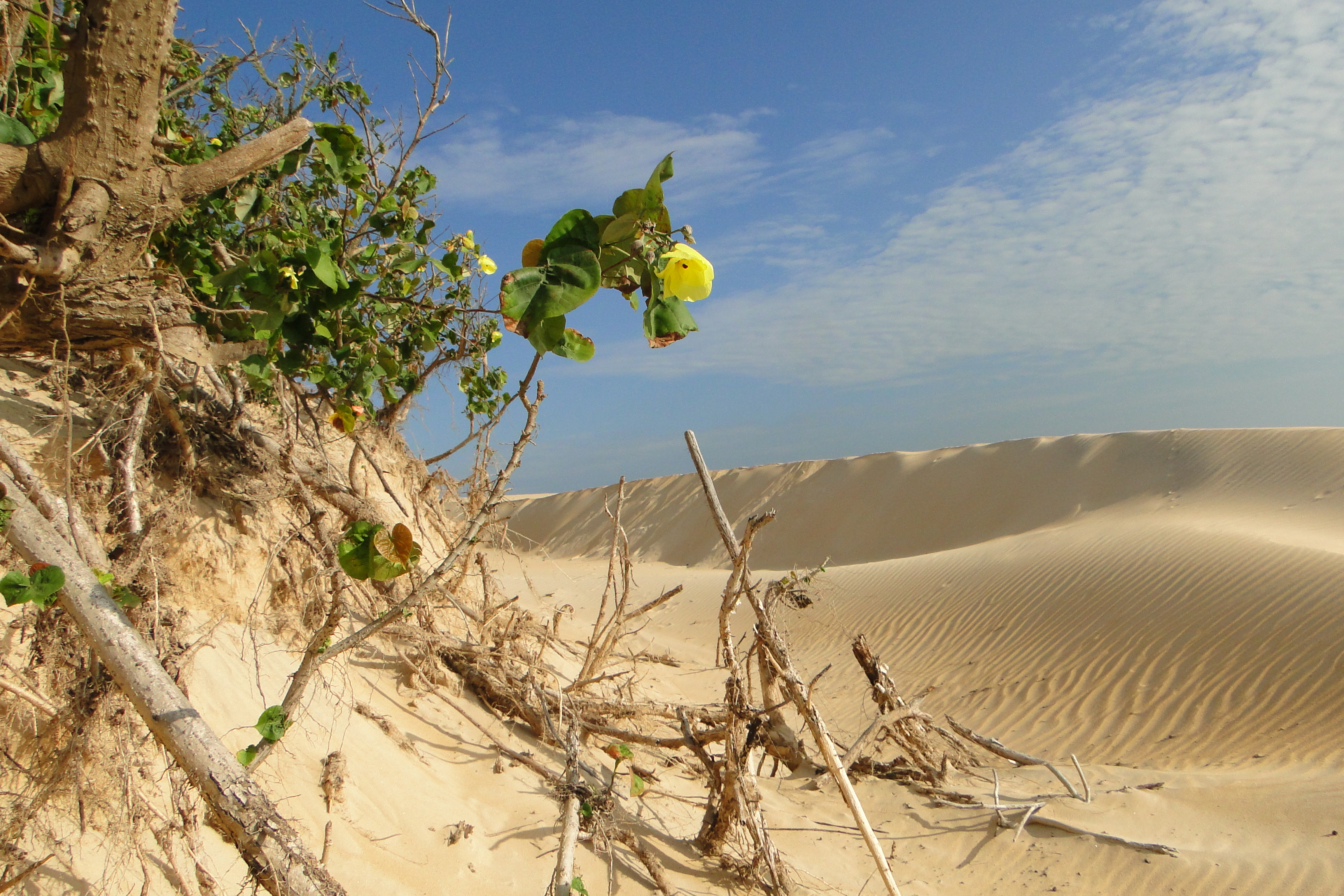
Dunas

As dunas compõem uma linda paisagem. O cordão de dunas estende-se desde o extremo-sul baiano até as encostas do Rio Doce, estando fixado por vegetação na maior parte do trajeto. No ponto onde o Rio Itaúnas, que vem de oeste escorrendo das serras desde as divisas com Minas Gerais, desvia seu curso para o sul seguindo a orientação do vento e das areias, nasceu a Itaúnas Velha, para dar sustentação à produção da farinha de mandioca.
Na década de 1950, a fragilização da vegetação que continha as dunas entre a vila e o mar empoderou os ventos. Levada pelo Vento Nordeste no verão e pelo Vento Sul no inverno, a areia caminha implacável ainda hoje. No caminho soterrou a Antiga Vila. Nos anos 1960-1970, a Vila renasceu do outro lado do Rio Itaúnas. Da Itaúnas Velha restam ruínas; Alicerces da antiga Igreja (que foi de São Brás e São Sebastião)e o mastro do santo resistem. Objetos pessoais, louça e restos de construção são facilmente encontrados.
Restos de civilizações pré-colombianas também são encontradas nas dunas. Muito antes dos portugueses chegarem à calha do Itaúnas, índios tupiniquins já caçavam e pescavam nestas paragens.
Os constantes ventos também mudaram o destino do Rio Itaúnas. Nascido recentemente do ponto de vista geológico, o Itaúnas desaguava ao mar, onde hoje, existem barracas de praia.
A formação das dunas, ainda mais recente que o Rio Itaúnas, do ponto de vista geológico, forçou a foz do rio pra o sul, deslocando-a mais de 20 km em direção à foz do Rio Cricaré. Quem vê o Itaúnas dentro da calha mínima, no verão, não imagina onde ele pode chegar em épocas de cheia. Para quem olha de cima das dunas a oeste, de margem a margem o rio pode chegar a três quilômetros, inundando o alagado. Há pouco mais de 30 anos, depois que as dunas soterraram a Antiga Vila, as areias chegaram ao rio, mantendo-o represado por quase uma década, cerca de dois metros acima do seu nível original. Nesta época duas pontes de madeira foram construídas e arrastadas pelas cheias.

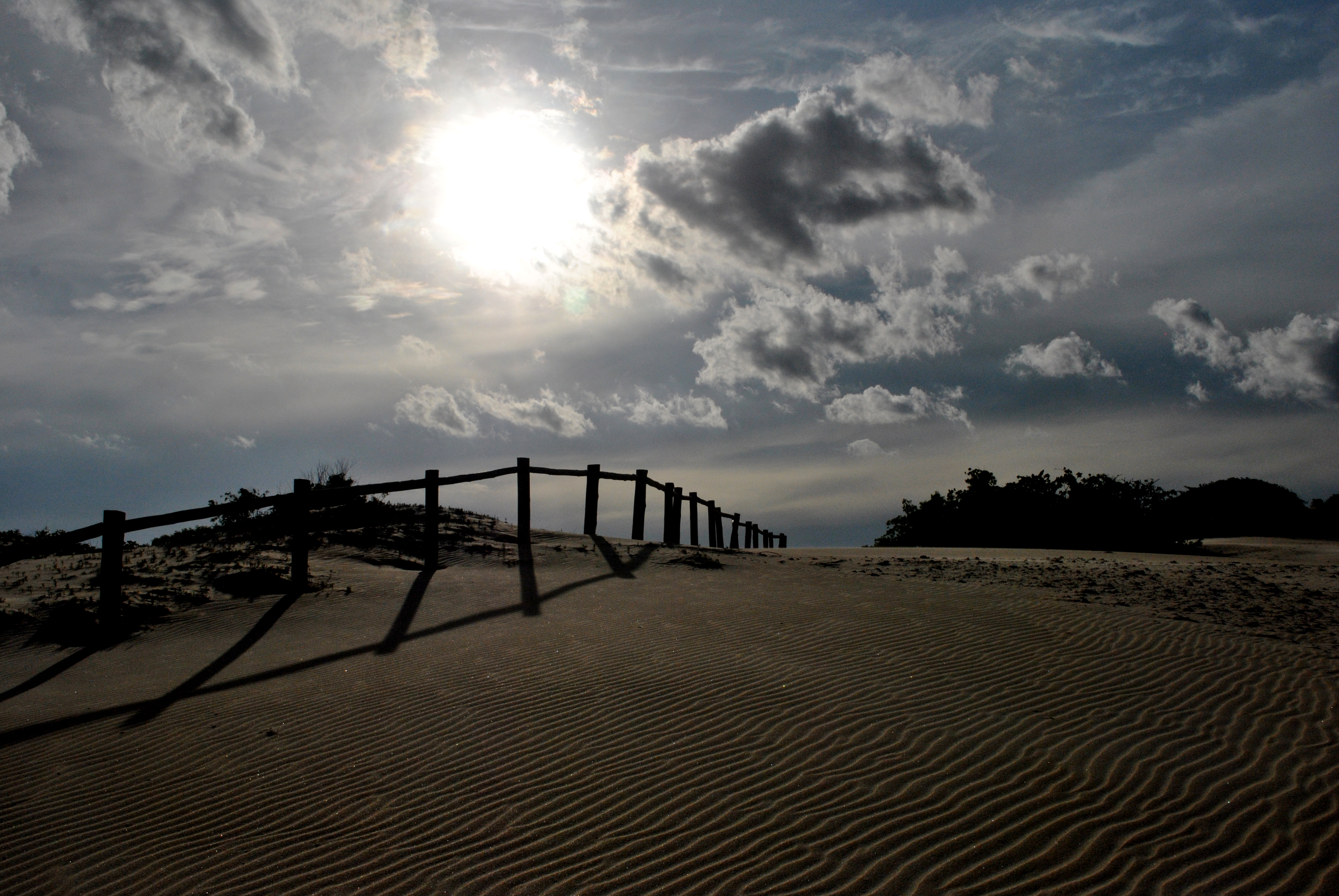
Ruínas da antiga vila

A fúria das dunas é resultado do processo de desmatamento desta região litorânea, na área entre a antiga vila de Itaúnas e o mar. Segundo registros e relatos de moradores locais, a vegetação foi retirada gradualmente, por diversas razões: para afastar a vegetação dos fundos da vila; para uso da lenha pela população local, especialmente para queima em fogões à lenha; e há um relato de retirada de uma expressiva faixa de vegetação pelo município, para ampliar o acesso à praia.
A vegetação nesta faixa constituía-se da restinga arbustiva ou arbórea, com solo pobre de nutrientes, muito arenoso e salino, ocupado por árvores mais frondosas do que altas ou robustas. São frutíferas no mais das vezes, como pitanga, caju, araçá, cambucá, gagiru, guriri e outras espécies.
Do alto das dunas, é possível ver a praia de um lado e o rio do outro. Sua areia é fina e branca e durante o dia muito quente, chegando até a queimar os pés descalços.

### Rio Itaúnas

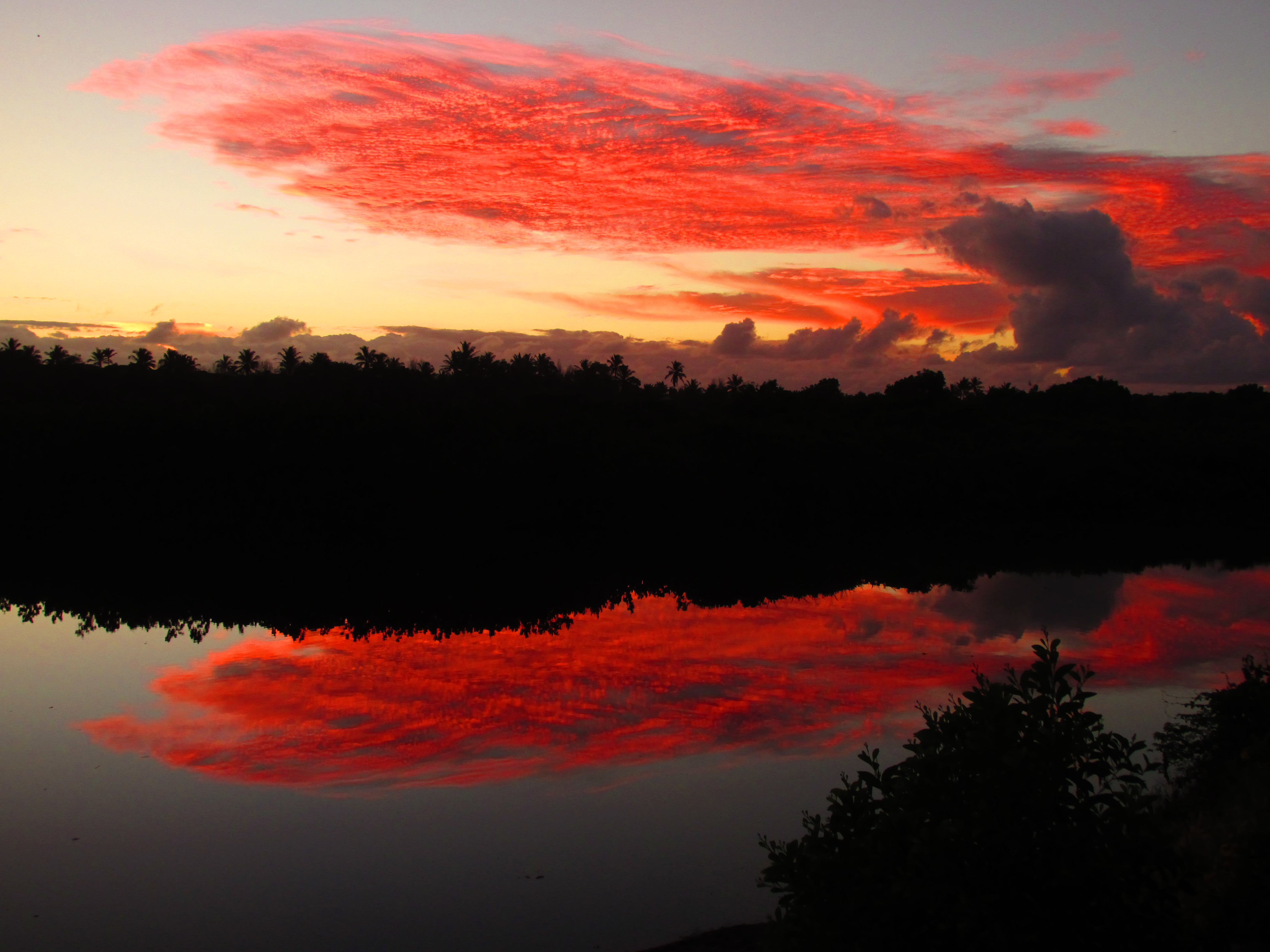
Rio Itaúnas

O Rio Itaúnas brota aos pés da serra que separa capixabas e mineiros, pouco antes de chegar à Bahia. Banha oito municípios em sua bacia hidrográfica, percorrendo 34 km até chegar ao mar. Parte do trajeto está dentro do Parque Estadual de Itaúnas. Junto ao mar, ainda alimenta e ajuda na formação de um gigantesco manguezal. Há várias regiões de alagados.

## Parque Estadual de Itaúnas
O Parque Estadual de Itaúnas é uma unidade de conservação que se estende pelo litoral desde a foz natural do Rio Itaúnas, na Cidade de Conceição da Barra, até a divisa entre o Espírito Santo e a Bahia, na foz do Riacho Doce. Foi criado em 8 de novembro de 1991 e em 1992 foi declarado pela UNESCO como Patrimônio da Humanidade. Possui 3 200 hectares e uma gama variada de ecossistemas, como praia, manguezal, restinga, alagados, mata atlântica de tabuleiro, rio e dunas, um dos mais belos locais do Espírito Santo.

### Trilhas do Parque
Dentro do parque, encontram-se várias trilhas. As principais são: Trilha do Buraco do Bicho, Trilha do Tamandaré, Trilha do Rio, Trilha das Borboletas, Trilha das Ruínas, Trilha dos Pescadores e Trilha da Alméscar